# Полак, Пол
Пол Полак (Paul Polak, 3 сентября 1933 — 10 октября 2019) — канадско-американский психиатр, общественный деятель, социальный предприниматель, педагог и писатель, основатель и руководитель ряда некоммерческих социальных организаций, в том числе International Development Enterprises (производство насосов для бедных фермеров Азии), Windhorse International (разработка и производство дешёвых устройств солнечной энергетики и очистки воды), D-Rev (разработка и производство недорогих протезов и другого медицинского оборудования) и Spring Health Water (строительство цементных резервуаров для воды в бедных деревнях). Своей главной целью в жизни он считает самоокупаемую борьбу с бедностью и помощь миллиардам людей, которые живут на 2 долл. в день. Полак рассматривал бедняков как клиентов, а не как получателей благотворительной помощи.

## Биография
Пол Полак родился в 1933 году в Чехии в небогатой еврейской семье, в 1938 году вместе с семьёй бежал от нацистов в Канаду. Подростком собирал с друзьями землянику на продажу, окончил медицинский факультет университета Западного Онтарио, после чего работал в больнице Монреаля и университетском медицинском центре в Денвере. После получения лицензии более двадцати лет был практикующим психиатром в Колорадо, основал частную медицинскую компанию и публиковал статьи по психиатрии (много работал с бездомными ветеранами и неимущими психически больными людьми). После поездки в Бангладеш в 1981 году Пол Полак основал производителя оросительных систем International Development Enterprises.
Кроме руководства предприятием Полак помогал программе развития для бедных девушек в развивающихся странах и вёл блог для социальных предпринимателей. В 2007 году Пол Полак выступил соучредителем разработчика медицинского оборудования D-Rev и основателем производителя устройств по очистке воды и выработке электроэнергии Windhorse International.

## Произведения и награды
Автор книги Out of Poverty: What Works When Traditional Approaches Fail (2008), совместно с Мэлом Уорвиком написал книгу The Business Solution to Poverty (2013). Почётный доктор наук университета Западного Онтарио, предприниматель 2004 года по версии Ernst & Young.